# RedeTV! Fortaleza
RedeTV! Fortaleza é uma emissora de televisão brasileira sediada em Fortaleza, capital do estado do Ceará. Opera no canal 2 (34 UHF digital) e é uma emissora própria da RedeTV!. Retransmite toda a programação da rede, gerada em São Paulo, para a capital e áreas próximas, sem gerar programas locais, apenas produzindo matérias para a rede.

## História
A emissora foi fundada em 15 de novembro de 1999, através do canal 2 VHF, sucedendo a antiga TV Manchete Fortaleza, emissora própria da Rede Manchete, que havia sido comprada pelos empresários Amilcare Dallevo Jr. e Marcelo de Carvalho, fundando a RedeTV!.
Além da concessão, a emissora herdou as antigas instalações da Manchete na Avenida Antônio Sales, no bairro Dionísio Torres, que consistiam em uma torre de transmissão e um prédio desenhado por Oscar Niemeyer, sendo a única filial que incorporou a sede de sua rede antecessora. O edifício possui boa estrutura física, embora esteja com aparência mal conservada. Porém, tornou-se praticamente inutilizado pela emissora desde a sua aquisição, sendo utilizado apenas pelas equipes de reportagem e pelos operadores do sinal.

## Sinal digital
| Canal virtual | Canal digital | Resolução de tela | Programação                                |
| ------------- | ------------- | ----------------- | ------------------------------------------ |
| 2.1           | 34 UHF        | 1080i             | Programação da RedeTV! Fortaleza / RedeTV! |
| 2.2           | 34 UHF        | 1080i             | Universo EADTV                             |

A emissora iniciou suas transmissões digitais em 17 de agosto de 2010, pelo canal 34 UHF, apenas retransmitindo o sinal da RedeTV! gerado em São Paulo, sendo que a programação local entrou no ar apenas em 2012. Em abril de 2016, passou novamente a apenas repetir o sinal da rede, sem inserções locais. Em setembro de 2017, a potência do transmissor é ampliada, e a emissora também passa a apresentar sua programação local em alta definição.
No início da operação do sinal digital, a emissora transmitia a programação da RedeTV! em 3D, através do canal 2.2. À exemplo das outras filiais da rede, o sinal foi descontinuado em junho de 2015, mas o canal em si continuou no ar em simulcast com o 2.1 até ser desativado em abril de 2016. Em 19 de fevereiro de 2021, a emissora reativou o canal 2.2, passando a exibir teleaulas do Universo EADTV, fruto de uma parceria da RedeTV! com a Universidade Cesumar.
Transição para o sinal digital
Com base no decreto federal de transição das emissoras de TV brasileiras do sinal analógico para o digital, a RedeTV! Fortaleza, bem como as outras emissoras de Fortaleza, cessou suas transmissões pelo canal 2 VHF em 27 de setembro de 2017, seguindo o cronograma oficial da ANATEL.

## Programas
A emissora possui uma equipe de reportagem. De novembro de 2009 a 2022, o jornalista Emerson Tchalian era o editor-regional de jornalismo da emissora e também repórter dos telejornais. Tchalian também assumiu a gerência regional da RedeTV! em Fortaleza. Com a volta dele a SP para ser chefe de redação e repórter especial, Marcelo Espíndola virou o editor regional da emissora. A emissora cearense também já chegou a promover debates eleitorais em seus estúdios na Avenida Antônio Sales.
Em 2011, a RedeTV! Fortaleza chegou a contratar profissionais de outras emissoras, como o jornalista Luis Esteves, da TV Verdes Mares, em abril, para desenvolver um projeto de um programa local, que nunca saiu do papel. Com isso, o apresentador acabou por retornar a sua antiga emissora em agosto do mesmo ano. Em 2018, a emissora contratou, por um breve período, o repórter Ramon Gomes, que produziu algumas matérias exibidas nacionalmente. Posteriormente, o repórter foi contratado pela TV Metrópole.